# Теплота парообразования

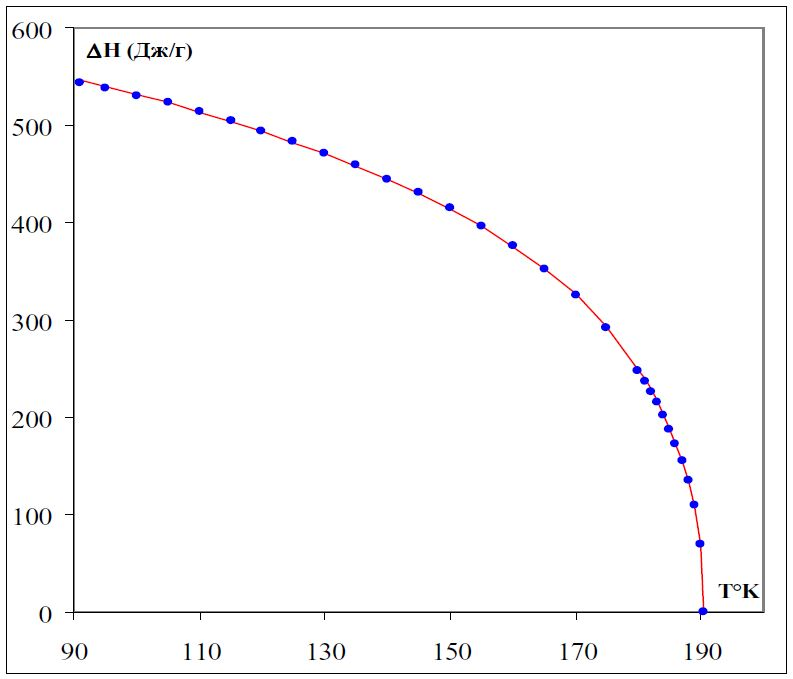
Зависимость удельной энтальпии испарения метана от абсолютной температуры. Точки — экспериментальные данные, кривая — расчёт по формуле

Энтальпи́я испаре́ния (синоним: теплота́ парообразова́ния) — количество теплоты, которое необходимо сообщить веществу при постоянных давлении и температуре, чтобы перевести его из жидкого состояния в газообразное (в равновесный с жидкостью пар). Энтальпию испарения одного моля вещества называют мольной энтальпией испарения (часто слово «мольная» опускают и говорят просто «энтальпия испарения», подразумевая именно мольную энтальпию).
Единица измерения мольной энтальпии испарения — Дж/моль. Иногда вместо мольной используется удельная энтальпия испарения (Дж/кг).
Энтальпия испарения уменьшается с ростом температуры и обращается в ноль в критической точке (см. рисунок).
Зависимость энтальпии испарения от температуры хорошо описывается формулой
{\displaystyle \Delta H_{v}=A{\bigl (}\rho _{f}^{2}-\rho _{d}^{2}{\bigr )}-B{\bigl (}\rho _{f}^{4}-\rho _{d}^{4}{\bigr )},}
где {\displaystyle \Delta H_{v}} — энтальпия испарения, {\displaystyle \rho _{f}} — плотность жидкости, {\displaystyle \rho _{d}} — плотность пара, находящегося в равновесии с жидкостью, A и В — коэффициенты, связанные с параметрами потенциала Леннард-Джонса.